# Herman Hägg
Herman Hägg, född 4 april 1884 i Stockholm, död 23 januari 1966, svensk marinmålare. Son till Jacob Hägg och Ellen Tellander. Gift med Nanny Anna Gustafva Edblom.

## Verk
- Lotsbåt, 1909
- Fregatten Draken
- Venedig
- Sjöslag